# 4-й Очаковский переулок
Четвёртый Оча́ковский переу́лок (до 25 декабря 1961 года — Ки́евская у́лица, до 1960 года — Ки́евская у́лица посёлка Очаково) — переулок в Западном административном округе города Москвы на территории района Очаково-Матвеевское.

## История
Переулок находится на территории бывшего посёлка Очаково, где он назывался Ки́евская у́лица. В 1960 году посёлок Очаково вошёл в состав Москвы, улица вначале сохраняла своё название, а 25 декабря 1961 года для устранения одноимённости была переименована и получила современное название.

## Расположение
4-й Очаковский переулок проходит от Большой Очаковской улицы на северо-запад до улицы Наташи Ковшовой. Нумерация домов начинается от Большой Очаковской улицы.

## Примечательные здания и сооружения
По нечётной стороне:
По чётной стороне:

## Транспорт
- Станция Очаково.
- Станции метро «Озёрная», «Мичуринский проспект» (радиальная) и «Мичуринский проспект» (кольцевая).
- По переулку городской общественный транспорт не проходит. От станции метро «Озёрная», далее автобусы 120, 329, с17 до остановки «Улица Пржевальского».

## Галерея
- Дом с адресом 5-й Очаковский переулок, д.3.
- Фасад школы N2025 со стороны Большой Очаковской.
- 4-й Очаковский переулок. Вид на ворота на улице Наташи Ковшовой.
- Спортивная площадка на территории школы 2025.
- Подъезд дома по адресу 5-й Очаковский переулок, д.3.
- Торец дома по адресу 5-й Очаковский переулок, д.3